# Альбарран, Пьер
Пьер Альбарран (фр. Pierre Albarran); (18 мая 1893 – 24 февраля 1960) ― французский игрок в бридж и теоретик данной игры, теннисист. В разных источниках сообщается, что он родился в Вест-Индии, или же в Шавиль, О-де-Сен, Франция. Умер в Париже.

## Игра в бридж
За карточным столом Альбарран сыграл в команде на Открытом чемпионате Франции, которая выиграла Бермудский кубок в 1935 году, и, в несколько изменённом составе, отправилась в Нью-Йорк в конце того же года ради участия в матче, который можно было бы назвать первым командным чемпионатом мира по бриджу. Впоследствии Альбарран представлял Францию в более чем 30 международных соревнованиях по игре в бридж и выиграл 19 национальных чемпионатов. Его вклад в развитие теории системы торговли в бридже заключается в формулировке подхода «canapé» и создании конвенции, которая впоследствии получила название «Roman two-suiters». После смерти Пьера Альбаррана Альберт Х. Морхед отмечал, что Альбарран был почти неизвестен в Америке, «но вполне возможно, что он оказал большее влияние на теорию тактики торгов, чем теории каких-либо других игроков из прочих стран». После того, как команда Франции выиграла первый Международную олимпиаду по бриджу три месяца спустя, Морхед написал, что американец во французском клубе по бриджу обнаружит одно большое различие в языке бриджа: тактика canapé, которая была сформулирована Альбарраном и которая была «принята миллионами игроков по всей Европе».

## Теннис
На теннисном корте Пьер Альбарран выступал за Францию в двух Кубках Дэвиса, а также завоевал бронзовую медаль в парном разряде с Максом Декюжи на летних Олимпийских играх в Антверпене.

## Публикации
- Bridge, Nouvelle methode de nomination. Les jeux bicolores. Le Canapé, 1946
- Cent donnes extraordinaires: Bridge, 1953, в соавторстве с José Le Dentu
- Comment Gagner Au Bridge, 1959, в соавторстве с Pierre Jaïs
- L'Encyclopédie du bridge moderne, т. 1. 1957 и т. 2 1968
- Le Bridge pour Tous, 1949, в соавторстве с Robert de Nexon, Publisher: A. Fayard, Paris, LC: 49052576
- Le Nouveau Bridge Pour Tous, 1958, в соавторстве с Robert de Nexon и José Le Dentu
- Notre Methode de Bridge, 1936, в соавторстве с Robert de Nexon
- Nouveau Memento de Bridge en 100 Lecons: Encheres Naturelles, 1976, в соавторстве с José Le Dentu, Publisher: A. Fayard, Paris, ISBN 2-213-00396-3, LC: 77576798